# Округ Клиберн (Алабама)
Округ Клиберн (енгл. Cleburne County) је округ у америчкој савезној држави Алабама. По попису из 2010. године број становника је 14.972. Седиште округа је град Хефлин.

## Демографија
Према попису становништва из 2010. у округу је живело 14.972 становника, што је 849 (6,0%) становника више него 2000. године.
| Група             | 2000.          | 2010.          |
| Белци             | 13.235 (93,7%) | 13.956 (93,2%) |
| Афроамериканци    | 523 (3,7%)     | 498 (3,3%)     |
| Азијати           | 20 (0,1%)      | 23 (0,2%)      |
| Хиспаноамериканци | 198 (1,4%)     | 307 (2,1%)     |
| Укупно            | 14.123         | 14.972         |